# Гришино (Рыбинский район)
В Ярославской области ещё две деревни с таким названием в Гаврилов-Ямском и Любимском районах. В Рыбинском районе есть деревни с похожими названиями Гришенино и Гришкино.
Гришино — деревня в Погорельском сельском округе Глебовского сельского поселения Рыбинского района Ярославской области.
Деревня расположена к востоку от центра сельского округа, села Погорелка. Здесь, среди в целом лесной местности, существует относительно большое поле, на северо-востоке которого стоят две близко расположенные деревни Палкино и Гришино. Гришино стоит восточнее Палкино, практически вплотную. В районе деревень в северном направлении протекают многочисленные ручьи, впадающие в Рыбинское водохранилище. К юго-западу от Гришино стоит деревня Санино.
В деревне имеется аллея кедров, включенная в перечень особо охраняемых природных территорий.
Деревня Гришина указана на плане Генерального межевания Рыбинского уезда 1792 года, но помещена южнее к востоку от Дорогушино.
На 1 января 2007 года в деревне числилось 8 постоянных жителей. Почтовое отделение, расположенное в центре сельского округа, селе Погорелка, обслуживает в деревне Гришино 35 домов.